# Economia civile
Con il termine economia civile si intende principalmente una prospettiva culturale di interpretazione dell'intera economia, alla base di una teoria economica di mercato fondata sui principi di reciprocità e fraternità, alternativa a quella capitalistica.

## Economia di mercato civile
L'economia civile è un'economia di mercato e, in quanto tale, si basa sui seguenti principi:
1. concetto di divisione del lavoro, ovvero la specializzazione delle mansioni che ha come conseguenza la realizzazione di scambi endogeni (differenti da quelli “esogeni”, derivanti dall'esistenza di un sovrappiù) che, quindi, vanno ad aumentare la produttività del sistema in cui si inseriscono;
2. concetto di sviluppo, che, da un lato, presuppone, rifacendosi ad una matrice culturale giudaico-cristiana, l'esistenza di solidarietà intergenerazionale, ovvero di interesse da parte della generazione presente nei confronti di quelle future, mentre, dall'altro, si lega a quello di accumulazione;
3. concetto di impresa, secondo il quale chi è in possesso di doti imprenditoriali deve essere lasciato libero di intraprendere un'attività. Per doti imprenditoriali si intendono: la propensione al rischio (ovvero l'impossibilità di avere garanzia dei risultati derivanti dall'attività imprenditoriale), l'innovatività o creatività (ovvero la capacità di aggiungere in maniera incrementale conoscenza al prodotto/processo produttivo), l’ars combinatoria (l'imprenditore, conoscendo le caratteristiche dei partecipanti all'attività imprenditoriale, le organizza per ottenere il risultato migliore);
4. il fine, ovvero la tipologia di prodotto (bene o servizio) da ottenere.

È in particolare quest'ultimo principio a differenziare l'economia civile dall'economia di mercato capitalistica: se, infatti, quest'ultima ha assunto come fine proprio del suo agire l'ottenimento del cosiddetto bene totale, l'economia civile persegue, invece, ciò che va sotto il nome di bene comune.
La differenza tra i fini perseguiti dalle due suddette economie di mercato si può sintetizzare come segue. Il bene totale può essere calcolato come sommatoria dei livelli di benessere (utilità) dei singoli:
{\displaystyle \sum _{i=1}^{n}b_{i}=b_{1}+b_{2}+\dots +b_{n}}
Il bene comune, invece, tende all'ottenimento della produttoria dei livelli di benessere dei singoli:
{\displaystyle \prod _{i=1}^{n}b_{i}=b_{1}*b_{2}*\dots *b_{n}}
I due concetti differiscono per il fatto che nel primo caso il bene di qualcuno può essere annullato senza cambiare il risultato finale; viceversa, nel caso del bene comune, essendo esso il risultato di una produttoria, annullando anche uno solo dei livelli di benessere si annulla il risultato finale.

## Le origini dell'economia civile
Secondo Bruni e Zamagni, l'economia civile intesa come teoria economica affonda le sue origini in una tradizione di pensiero economico e filosofico che ha la sua radice prossima nell'umanesimo civile, e quella più remota nel pensiero di Aristotele, Cicerone, Tommaso d'Aquino, la scuola francescana.
La sua stagione aurea sarebbe l'illuminismo italiano (napoletano), in modo del tutto particolare. Mentre con Adam Smith e Hume si delineavano in Scozia i principi della Political Economy, a Napoli, negli stessi anni, si sarebbe sviluppata con Antonio Genovesi, Gaetano Filangieri, Giacinto Dragonetti e altri, l'economia civile.
Seppure molte sono le analogie tra la scuola di pensiero scozzese e quella napoletana, tra le due si è venuta a delineare una differenza fondamentale: Smith non considera che la socievolezza o relazionalità non strumentale o genuina sia faccenda rilevante per il funzionamento dei mercati. Per Adam Smith, e per la tradizione ufficiale della scienza economica, il mercato è civiltà ma non è (o proprio in quanto non è) amicizia, reciprocità non strumentale.
Per Genovesi, Filangieri, Dragonetti, e poi, nel Novecento, per Luigi Sturzo (ma anche per economisti più applicati come Ugo Rabbeno o Luigi Luzzatti, o per il fondatore dell'economia aziendale, Gino Zappa, […]) il mercato, l'impresa, l'economico sono in sé luoghi anche di amicizia, reciprocità, gratuità, fraternità. L'economia è civile, il mercato è vita in comune, e condividono la stessa legge fondamentale: la mutua assistenza. Infatti, la tesi chiave dell'Umanesimo civile  è che “l'interesse privato non si risolve naturalmente in pubblica felicità, essendo questa il frutto delle virtù civili.
Importanti critiche sui fondamenti storico-economici della teoria di Bruni e Zamagni sono state avanzate da Oscar Nuccio

## Il principio di reciprocità e l'homo reciprocans
La visione del rapporto mercato-società tipica dell'economia civile concepisce l'esperienza della socialità umana e della reciprocità all'interno di una normale vita economica, partendo dal presupposto che possano esistere principi "altri" dal profitto e dallo scambio strumentale.
La sfida dell'economia civile è quella di far coesistere, all'interno del medesimo sistema sociale, tutti e tre i principi regolativi o "dell'ordine sociale":
1. principio dello scambio di equivalenti di valore: le relazioni si basano su un prezzo, che è l'equivalente in valore di un bene/servizio scambiato. Si tratta del principio che garantisce l'efficienza del sistema;
2. principio di redistribuzione: per essere efficace, il sistema economico deve redistribuire la ricchezza tra tutti i soggetti che ne fanno parte per dar loro la possibilità di partecipare al sistema stesso. Si tratta del principio che garantisce l'equità del sistema;
3. principio di reciprocità: è il principio fondante dell'economia civile ed è caratterizzato dalla presenza di tre soggetti (struttura triadica)[6], di cui uno (homo reciprocans) compie un'azione nei confronti di un altro mosso non da "pretesa" di ricompensa dell'azione stessa, bensì da aspettativa, pena la rottura della relazione tra le due.

Negli scambi governati da questo principio si susseguono una serie di trasferimenti bi-direzionali, indipendenti ma allo stesso tempo interconnessi. Il fatto che gli scambi siano indipendenti implica la volontà, la libertà in ogni trasferimento, in modo tale che nessuno di questi possa essere un prerequisito di uno successivo.
La bi-direzionalità dei trasferimenti, inoltre, permette di differenziare la reciprocità dal mero “altruismo”, che si manifesta attraverso trasferimenti unidirezionali, pur avendo a che fare, in entrambi i tipi di scambio, con trasferimenti di natura volontaria.
L'ultima caratteristica degli scambi regolati dal principio di reciprocità è la transitività: la risposta dell'altro può anche non essere rivolta versa colui che ha scatenato la reazione di reciprocità, bensì è ammissibile che sia indirizzata verso un terzo soggetto.
{\displaystyle A\leftrightarrows B\rightarrow C}
Attuando questi comportamenti l’homo reciprocans non solo agisce mettendo in primo piano le emozioni (la cosiddetta intelligenza emotiva), bensì riesce anche a rendere la razionalità "ragionevole", in modo tale che i sentimenti possano essere maggiormente rilevanti rispetto alla pura e semplice razionalità, intesa come l'utilità caratteristica dell’homo oeconomicus.
Il fine della reciprocità è l'affermazione della fraternità, principio che permette agli “uguali” di essere “diversi” "e" postula, di conseguenza, il pluralismo, il quale permette ad una società di garantirsi un futuro e di non scomparire.

## Beni relazionali e imprese civili
L'economia civile introduce un concetto di beni prodotti in particolare: quello dei cosiddetti beni relazionali. Si tratta di un bene la cui utilità per il soggetto che lo consuma dipende, oltre che dalle sue caratteristiche intrinseche ed oggettive, dalle modalità di fruizione con altri soggetti.
Il bene relazionale è una tipologia di bene con determinate caratteristiche: esso, infatti, postula la conoscenza dell'identità dell'altro, in cui i soggetti coinvolti si conoscono a fondo; si tratta, inoltre, di un bene anti-rivale, il cui consumo alimenta il bene stesso, e che richiede un investimento di tempo, bensì non di mero denaro.
Pertanto, la produzione di beni relazionali non può essere lasciata all'agire del mercato in quanto non può avvenire secondo le regole di produzione dei beni privati, perché nel caso dei beni relazionali non si pone solo un problema di efficienza, ma anche di efficacia. Al contempo, essa non può avvenire nemmeno secondo le modalità di fornitura dei beni pubblici da parte dello Stato, anche se i beni relazionali hanno tratti comuni con i beni pubblici.
Per tale ragione, le nostre società hanno bisogno di soggetti di offerta che fanno della relazionalità la loro ragione di esistere: le imprese civili sono quelle espressioni della società civile che riescono ad inventarsi un assetto organizzativo capace, per un verso, di liberare la domanda dal condizionamento, a volte soffocante, dell'offerta, facendo in modo che sia la prima a dirigere la seconda, e, per l'altro verso, di culturalizzare il consumo, facendo sì che questo, entrando nella produzione, costituisca un avere per essere.
La funzione obiettivo di un'impresa civile è, allora, quella di produrre intenzionalmente, nell'ammontare più elevato possibile, esternalità sociali, che rappresentano uno dei più rilevanti fattori di accumulo di capitale sociale.